# Montpedrós (Mediona)
El Montpedrós és una muntanya de 546 metres que es troba al municipi de Mediona, a la comarca de l'Alt Penedès.